# Велоспорт на літніх Олімпійських іграх 1992
У змаганнях з велоспорту на літніх Олімпійських іграх 1992 в Барселоні розіграно 10 комплектів нагород у двох видах: шосейний велоспорт і велоспорт на треку. Роздільна командна гонка відбулася в Каталуньї та на A-17 highway, а групові шосейні гонки - в Сан-Садурні-д'Аноя. Змагання з велоспорту на треку відбулися на Велодромі д'Орта.

## Шосейні гонки

### Чоловіки
| Дисципліни               | Золото                                                             | Срібло                                                                    | Бронза                                                                 |
| ------------------------ | ------------------------------------------------------------------ | ------------------------------------------------------------------------- | ---------------------------------------------------------------------- |
| Групова гонка            | Фабіо Казартеллі (ITA)                                             | Ерік Деккер (NED)                                                         | Дайніс Озолс (LAT)                                                     |
| Роздільна командна гонка | Німеччина (GER) Міхаель Ріх Бернд Діттерт Крістіан Маєр Уве Пешель | Італія (ITA) Андреа Перон Флавіо Анастасія Лука Коломбо Джанфранко Контрі | Франція (FRA) Жан-Луї Арель Ерве Буссар Дідьє Февр-П'єрре Філіпп Гомон |

### Жінки
| Дисципліни    | Золото            | Срібло            | Бронза           |
| ------------- | ----------------- | ----------------- | ---------------- |
| Групова гонка | Катрін Уотт (AUS) | Жанні Лонго (FRA) | Монік Кнол (NED) |

## Велоперегони на треку

### Чоловіки
| Дисципліни                         | Золото                                                                                 | Срібло                                                                   | Бронза                                                                               |
| ---------------------------------- | -------------------------------------------------------------------------------------- | ------------------------------------------------------------------------ | ------------------------------------------------------------------------------------ |
| гонка за очками                    | Джованні Ломбарді (ITA)                                                                | Леон ван Бон (NED)                                                       | Седрік Маті (BEL)                                                                    |
| індивідуальна гонка переслідування | Кріс Бордмен (GBR)                                                                     | Єнс Леманн (GER)                                                         | Ґері Андерсон (NZL)                                                                  |
| Командна гонка переслідування      | Німеччина (GER) Штефан Штайвеґ Андреас Вальцер Ґвідо Фульст Міхаель Ґлекнер Єнс Леманн | Австралія (AUS) Стюарт О'Ґрейді Бретт Ейткен Стівен Мак-Ґлед Шон О'Браєн | Данія (DEN) Ян Петерсен Мікаель Сандстед Кен Фрост Джиммі Мадсен Клаус Кюнде Нільсен |
| Спринт                             | Єнс Фідлер (GER)                                                                       | Ґарі Нейванд (AUS)                                                       | Кертіс Гарнетт (CAN)                                                                 |
| гіт на 1 км                        | Хосе Мануель Морено (ESP)                                                              | Шейн Келлі (AUS)                                                         | Ерін Гартвелл (USA)                                                                  |

### Жінки
| Дисципліни           | Золото              | Срібло               | Бронза               |
| -------------------- | ------------------- | -------------------- | -------------------- |
| Гонка переслідування | Петра Роснер (GER)  | Катрін Уотт (AUS)    | Ребекка Твіґґ (USA)  |
| Спринт               | Еріка Салумяе (EST) | Аннетт Нойманн (GER) | Інґрід Гарінґа (NED) |

## Таблиця медалей
| Місце               | Країна                | Золото | Срібло | Бронза | Загалом |
| ------------------- | --------------------- | ------ | ------ | ------ | ------- |
| 1                   | Німеччина (GER)       | 4      | 2      | 0      | 6       |
| 2                   | Італія (ITA)          | 2      | 1      | 0      | 3       |
| 3                   | Австралія (AUS)       | 1      | 4      | 0      | 5       |
| 4                   | Іспанія (ESP)         | 1      | 0      | 0      | 1       |
| 4                   | Велика Британія (GBR) | 1      | 0      | 0      | 1       |
| 4                   | Естонія (EST)         | 1      | 0      | 0      | 1       |
| 7                   | Нідерланди (NED)      | 0      | 2      | 2      | 4       |
| 8                   | Франція (FRA)         | 0      | 1      | 1      | 2       |
| 9                   | США (USA)             | 0      | 0      | 2      | 2       |
| 10                  | Бельгія (BEL)         | 0      | 0      | 1      | 1       |
| 10                  | Данія (DEN)           | 0      | 0      | 1      | 1       |
| 10                  | Канада (CAN)          | 0      | 0      | 1      | 1       |
| 10                  | Латвія (LAT)          | 0      | 0      | 1      | 1       |
| 10                  | Нова Зеландія (NZL)   | 0      | 0      | 1      | 1       |
| Загалом (14 збірні) | Загалом (14 збірні)   | 10     | 10     | 10     | 30      |

## Країни, що взяли участь
У змаганнях взяв участь 451 спортсмен і спортсменка з 76-ти країн.
| - Андорра (3) - Антигуа і Барбуда (3) - Аруба (2) - Аргентина (8) - Австралія (16) - Австрія (5) - Барбадос (1) - Бахрейн (4) - Бельгія (7) - Беліз (5) - Бенін (2) - Болівія (1) - Бразилія (7) - Болгарія (1) - Канада (15) - Кайманові Острови (6) - Центральноафриканська Республіка (4) - Чилі (1) - Китай (6) |  | - Китайський Тайбей (1) - Колумбія (8) - Заїр (3) - Куба (4) - Чехословаччина (12) - Данія (11) - Еквадор (2) - Естонія (3) - Ефіопія (5) - Фінляндія (2) - Франція (18) - Німеччина (17) - Велика Британія (16) - Греція (1) - Гуам (6) - Гвіана (1) - Угорщина (4) - Індонезія (2) - Незалежні олімпійські атлети (5) |  | - Іран (7) - Ірландія (5) - Італія (18) - Ямайка (3) - Японія (12) - Латвія (5) - Ліван (2) - Ліхтенштейн (2) - Литва (5) - Малайзія (1) - Мексика (5) - Монголія (4) - Нідерланди (17) - Нова Зеландія (14) - Нікарагуа (1) - КНДР (3) - Норвегія (9) - Перу (1) - Філіппіни (2) |  | - Польща (9) - Руанда (3) - Сан-Марино (1) - Саудівська Аравія (3) - Словенія (1) - Південно-Африканська Республіка (5) - Іспанія (14) - Суринам (1) - Південна Корея (4) - Швеція (9) - Швейцарія (13) - Того (2) - Тринідад і Тобаго (2) - Об'єднана команда (19) - Об'єднані Арабські Емірати (4) - США (20) - Віргінські Острови (1) - Уругвай (2) - Венесуела (4) |

## Побиті рекорди
| Дисципліна                                    | Ім'я                                                     | Країна          | Результат | Дата   | Рекорд |
| --------------------------------------------- | -------------------------------------------------------- | --------------- | --------- | ------ | ------ |
| Гіт з ходу на 200 м (чоловіки)                | Єнс Фідлер                                               | Німеччина       | 10"252    | 28 лип | OR     |
| індивідуальна гонка переслідування (чоловіки) | Кріс Бордмен                                             | Велика Британія | 4'27"357  | 27 лип | WR, OR |
| індивідуальна гонка переслідування (чоловіки) | Кріс Бордмен                                             | Велика Британія | 4'24"496  | 28 лип | WR, OR |
| командна гонка переслідування (чоловіки)      | Бретт Ейткен Стівен Мак-Ґлед Шон О'Браєн Стюарт О'Ґрейді | Австралія       | 4'11"245  | 30 лип | WR, OR |
| командна гонка переслідування (чоловіки)      | Бретт Ейткен Стівен Мак-Ґлед Шон О'Браєн Стюарт О'Ґрейді | Австралія       | 4'10"438  | 30 лип | WR, OR |
| командна гонка переслідування (чоловіки)      | Міхаель Ґлекнер Єнс Леманн Штефан Штайвеґ Ґвідо Фульст   | Німеччина       | 4'08"791  | 31 лип | WR, OR |
| гонка переслідування (жінки)                  | Кеті Уотт                                                | Австралія       | 3'41"886  | 30 лип | OR     |
| гонка переслідування (жінки)                  | Петра Роснер                                             | Німеччина       | 3'41"509  | 30 лип | OR     |

OR = олімпійський рекорд, WR = світовий рекорд
Джерела